# Aphrodisium griffithii
Aphrodisium griffithii là một loài bọ cánh cứng trong họ Cerambycidae.